# شاهزاده آریسوگاوا
شاهزاده آریسوگاوا نومیا اوریهیتو (به ژاپنی: 有栖川宮織仁親王 ありすがわのみや おりひとしんのう) از خاندان امپراتوری ژاپن و نوه امپراتور ریگن، پدر تاکاکو جوئو ؛ (تولد ۱۷۹۵ – مرگ ۱۸۴۰ میلادی) بود.
دختر او تاکاکو جوئو زن اصلی (سی‌شیتسو) یا میدای‌دوکورو شوگون دوازدهم توکوگاوا ایه‌یوشی بود.